# I Congresso del Partito del Lavoro della Corea del Nord
Il I Congresso del Partito del Lavoro della Corea del Nord si tenne a Pyongyang, capitale della Corea del Nord, dal 28 al 30 agosto 1946, e scelse il candidato presidenziale del Partito del Lavoro della Corea del Nord. 801 delegati furono chiamati a rappresentare i 336 339 iscritti. Il primo Comitato Centrale, eletto dal Congresso, scelse Kim Tu-bong come segretario generale e Kim Il-sung e Chu Yong-ha come vicesegretari.

## Delegati
Eletti dall'apparato provinciale del partito, 801 delegati furono chiamati a rappresentare al Congresso i 336 399 membri del partito. Tra di essi, 229 avevano meno di trent'anni, 417 fra trenta e quarant'anni, 129 tra quaranta e cinquant'anni e 26 oltre cinquant'anni. Per quanto riguarda la loro professione, invece, vi erano 183 operai, 157 contadini, 385 lavoratori d'ufficio e 76 delegati che non precisarono la loro professione. La maggioranza dei delegati (359) aveva ricevuto un diploma di scuola secondaria di secondo grado, 228 avevano soltanto ricevuto un'educazione primaria e 214 avevano un diploma di scuola secondaria di primo grado. Durante l'occupazione giapponese, 291 delegati (il 36%) erano stati imprigionati, mentre 427 (il 53%) erano fuggiti all'estero.

## Il Congresso

### Prima sessione (28 agosto)
La prima sessione fu presieduta da Kim Il-sung, il vecchio segretario del Partito Comunista di Corea, e durò tre ore. Il primo obiettivo era l'elezione degli ufficiali del Congresso: un Comitato Esecutivo di 31 membri, un Comitato Credenziale di 5 membri, una Segreteria di 4 membri, un Comitato Editoriale di 5 membri, una Commissione di Piattaforma di 5 membri ed una Commissione di Giustizia di 5 membri. I delegati votarono su un'agenda in sei punti per il Congresso. Ho Kuh-bong, un delegato di Hamgyong-Pukto, propose di nominare Iosif Stalin, Segretario generale del Partito Comunista dell'Unione Sovietica, il Presidente onorario del Congresso, come ringraziamento per il contributo sovietico nella liberazione della Corea dal Giappone e per l'aiuto futuro nella costruzione di una Corea socialista. Alcuni delegati dalla Lega della Gioventù Democratica della Corea del Nord, della Federazione Generale Nordcoreana dei Sindacati e del Partito Socialdemocratico di Corea si congratularono col partito. In seguito a questi discorsi, la prima sessione fu sospesa.

### Seconda sessione (29 agosto)
La seconda sessione fu presieduta da Kim Tu-bong, il vecchio leader del Nuovo Partito del Popolo, che era formato dai comunisti coreani che erano fuggiti in Cina, e durò dalle nove del mattino alle sette di sera. L'incontro iniziò con un'indagine statistica da parte di Pak Il-u, un membro della fazione Yanan, riguardo alla composizione dei delegati. Kim Il-sung e Kim Tu-bong fecero i principali discorsi di tutta la giornata. Kim Il-sung condannò le politiche dei leader nazionalisti sudcoreani, criticando in particolare Kim Gu e Syngman Rhee, e le condizioni di vita nella parte meridionale del Paese sottoposta all'invasione americana. In seguito, sottolineò le ragioni per la creazione del Partito del Lavoro della Corea del Nord, dichiarando che il suo obiettivo era la forza democratica del proletariato. Nel suo discorso, si scagliò anche contro i membri del Partito Comunista della Corea del Nord che si opponevano all'unione del partito col Nuovo Partito del Popolo per formare il Partito del Lavoro della Corea del Nord, dichiarando che questi erano "un piccolo gruppo di uomini di sinistra arroganti che credevano di essere i soli comunisti autentici in Corea". Inoltre, aggiunse che quest'unione avrebbe soltanto rafforzato le forze progressiste del Paese, assicurando che la guida del Partito del Lavoro della Corea del Nord avrebbe assicurato l'unità ideologica del partito. Il discorso di Kim Tu-bong fu molto simile a quello di Kim Il-sung. Egli criticò i membri del Nuovo Partito del Popolo che erano contrari all'unione col Partito Comunista della Corea del Nord, affermando che costoro avevano commesso un errore di 
opportunismo di destra. Concluse il suo discorso elencando una serie di cinque punti per rafforzare il partito appena stabilito.
L'unione, come sottolinearono sia Kim Il-sung, sia Kim Tu-bong, lasciò perplessi molti membri di entrambi i partiti. Tuttavia, il Colonnello Aleksandr Ignatiev dell'Amministrazione civile sovietica, che l'aveva proposta, prese parte al Congresso per assicurarne il successo. Degli 801 delegati, 15 risposero ai due discorsi. Le discussioni furono chiuse da Kim Il-sung, che si pronunciò a favore dell'unione. Dopo una breve discussione, fu approvata una risoluzione che formalizzava l'unione, rinominava il nuovo partito "Partito del Lavoro della Corea del Nord", poiché tale partito era stato designato come il partito delle masse operaie e approvava uno statuto di tredici articoli che era stato proposto da Choe Chang-ik. In seguito, la seconda sessione fu sospesa.

### Terza sessione (30 agosto)
La terza ed ultima sessione fu presieduta da Chu Yong-ha, un membro della fazione partigiana. Kim Yong-bom, un membro della fazione partigiana, doveva designare la Commissione per le Leggi; le candidature proposte furono accettate dopo una breve discussione. In seguito, Tae Song-su, un membro della fazione sovietico-coreana, propose l'unione del Chongno e del Chonjin, i giornali del Partito Comunista della Corea del Nord e del Nuovo Partito del Popolo, e la creazione del Rodong Sinmun, il principale quotidiano nordcoreano. La proposta fu approvata dal Congresso. L'ultimo discorso fu quello di Choe Chang-ik dal Partito del Lavoro della Corea del Sud. Egli parlò della situazione del movimento comunista sudcoreano, della creazione del suo partito e della decisione di espellere sei dissidenti che si erano opposti all'unione del Partito Comunista della Corea del Sud con le forze progressiste. L'unione del partito e l'espulsione dei sei dissidenti furono approvate dal Congresso.
Infine, vi fu l'elezione del Primo Comitato Centrale del Partito del Lavoro della Corea del Nord e della Prima Commissione d'Ispezione del Partito del Lavoro della Corea del Nord. Una lista di candidati fu approvata prima dai segretari e poi dai delegati. I 43 candidati per il Comitato Centrale del Partito del Lavoro della Corea del Nord e gli 11 candidati per la Commissione d'Ispezione furono approvati all'unanimità, uno per volta. Dei membri del Primo Comitato Centrale, 13 appartenevano alla fazione partigiana, 12 alla fazione Yanan, 6 alla fazione sovietico-coreana, 4 alla fazione di Kim Il-sung e 8 ad altre fazioni ignote. Il Congresso, dopo aver scritto una lettera aperta al popolo coreano, fu sospeso.

## Primo plenum del primo Comitato Centrale

### L'unione
L'unione del Partito Comunista della Corea del Nord e del Nuovo Partito del Popolo fu accettata con una tiepida risposta da entrambe le parti. Divenne evidente che pochi o addirittura nessun comunista coreano voleva creare un partito di massa come chiedevano i sovietici, e in quel tempo la guida di Kim Il-sung non era accettata dalla maggioranza del movimento comunista. Kim Il-sung, infatti, era diventato segretario grazie ai sovietici, non era stato promosso dai suoi compagni di partito. Le figure più importanti del Nuovo Partito del Popolo, ad esempio Kim Tu-bong, Mu Chong e Choe Chang-ik erano molto più popolari di Kim Il-sung. Kim Il-sung rimase vicesegretario soltanto perché i sovietici lasciarono intendere che opporsi a Kim Il-sung significava opporsi all'Amministrazione Civile Sovietica della Corea del Nord. Forse proprio per questa ragione le figure più importanti del partito durante il Congresso si complimentarono più volte con Kim Il-sung. Pak Pyong-so sottolineò che i coreani avevano bisogno di una guida, ed accusò gli oppositori di Kim Il-sung di essere dei reazionari. Pak Chong-ae, un delegato da Pyongnam affermò che il discorso di Pak Pyong-so era inutile, perché Kim Il-sung era già riconosciuto come la guida dell'intero popolo coreano. Grazie ai sovietici, Kim poté presiedere la prima sessione del Congresso e presentare i candidati per il Comitato Centrale e la Commissione d'Ispezione. I suoi rivali accettarono la sua guida a causa dei sovietici, mentre i capi delle fazioni rivali (la fazione sovietico-coreana, la fazione partigiana e la fazione Yanan) ebbero un ruolo minore.

### L'elezione
La Prima Sessione Plenaria del Primo Comitato Centrale si riunì in seguito al Congresso, il 31 agosto. Essa elesse il Primo Comitato Politico, composto da 5 membri, il Segretario del Partito, che doveva anche fungere da membro del Comitato Politico, e due vicesegretari. Non si sa per quale motivo non fu scelto come segretario Kim Il-sung, ma probabilmente ciò avvenne a causa della sua scarsa popolarità. In ogni caso, sotto la segreteria di Kim Tu-bong, Kim Il-sung, eletto vicesegretario insieme a Chu Yong-ha, ebbe un potere sempre maggiore. Kim Tu-bong, Kim Il-sung, Chu Yong-ha, Ho Ka-i (un membro della fazione sovietico-coreana) e Choe Chang-ik (un membro della fazione Yanan) furono scelti come membri del Primo Comitato Politico.